# Lindsborg
Lindsborg är en stad i McPherson County, Kansas, USA. Lindsborg ligger något öster om Kansas mittpunkt. Ytan är 4,0 km². År 2000 var invånarantalet 3 321.
Paradscenen från filmen American Flyers (1985) spelades in i Lindsborg.
Norr om Lindsborg ligger Coronado Heights, som antas vara platsen där Francisco Vázquez de Coronado gav upp sitt sökande efter de sju gyllene städerna och återvände till Mexiko.

## Det svenska arvet

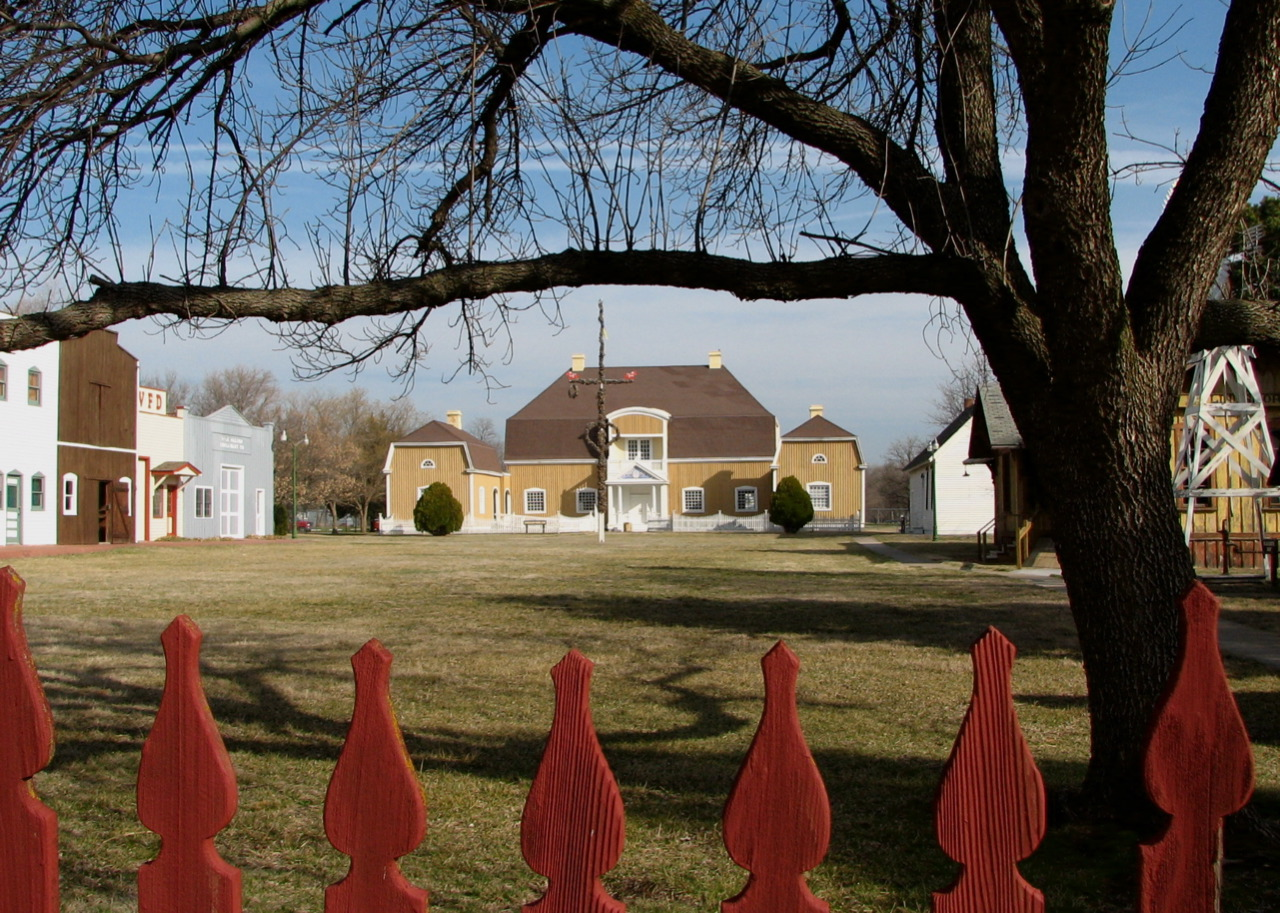
Den svenska utställningspaviljongen från Världsutställningen i Saint Louis 1904 i Missouri ritades av Ferdinand Boberg och flyttades efter utställningen till Lindsborg i Kansas.

Lindsborg grundades 1869 av svenska invandrare från Värmland, och staden går under smeknamnet "Little Sweden". Det svenska arvet vårdas ömt, även om det inte längre finns många kvar som kan tala svenska. Men många gatuskyltar och butiksnamn är på svenska och midsommar samt lucia är högtider som firas. På Main street är dalahästar i storlek större utplacerade och på en del av gatans telefon- och elstolpar är högtalare monterade som spelar svensk spelmansmusik. I museiområdet söder om stadens centrum finns numera den svenska paviljongen från världsutställningen i Saint Louis 1904. Paviljongen är ett trähus ritat av arkitekten Ferdinand Boberg.
Orten fick sitt namn efter tre män – en Lind, en Lindgren och en Lindahl – alla prominenta hos Svenska Lantbrukskompaniet i Chicago som fram till 1877 gav ett avgörande stöd till anläggandet av Lindsborg. Orten är säte för det år 1881 grundade Bethany College.
Svensk Hyllningsfest är ett evenemang som sedan 1941 hålls i oktober vartannat år för att fira stadens svenska arv. Man har bland annat en parad och uppträdanden. Man anordnar även smörgåsbord med svensk mat som till exempel lutfisk och konsthantverk ställs ut. Lindsborg är vänort till Munkfors i Värmland.